# Боевой информационный пост
Боевой информационный пост (БИП) — оборудованный боевой пост на корабле, подводной лодке, на береговом командном пункте соединения или объединения ВМФ ВС Союза ССР и России.
БИП предназначен для сбора, обработки, анализа и оценки поступающей информации о воздушной, надводной и подводной обстановке и отображения данных обстановки на индикаторах и планшетах обстановки; производства расчётов, а также выработки предложений, служащих для принятия решений на боевое маневрирование, применение оружия, использовании сил и других целей .